# Vittorio Di Pace
Vittorio Di Pace, né le 13 juin 1907 à Naples et mort le 21 mai 2013 dans la même ville, est un architecte italien. 

## Biographie
Fils de l'ingénieur et constructeur Giuseppe, Vittorio entreprend d'emblée la carrière militaire en 1922 en étudiant pendant trois ans à l'École militaire Nunziatella et puis au IX Cavalleggeri. Ensuite, il s'inscrit à la faculté d'architecture de Naples, à peine inaugurée, pour enfin passer à la faculté d'architecture de Florence, en tant qu'élève de Giovanni Michelucci. En 1934 il remporte le premier prix de scénographie aux Lictoriales. Après avoir obtenu le diplôme en 1937, il commence a exercer sa profession à Rome en 1938 et il s'inscrit à l'ordre des architectes avec le numéro 391, le plus ancien numéro d'inscription jusqu'à sa mort. 
Après la Seconde Guerre mondiale, où il est impliqué en tant qu'officier de cavalerie du 4e régiment des lanciers d'Aoste, il recommence à travailler en marquant le domaine de l'architecture jusqu'à sa mort. Lors de sa période plus active, il exerce sa profession dans plusieurs villes d'Italie tout comme à l'étranger, notamment au Brésil, au Venezuela, en Cote d'ivoire et en Bolivie.
Parmi les œuvres réalisées lorsqu'il est jeune, on signale un bâtiment résidentiel à Rome à Via Monti Parioli (1939) et, dans sa ville natale, la rénovation de la salle des Barons du Castel Nuovo en 1946, les vitrines des bijouteries de' Nobili, Knight et Trucchi et les magasins Concilio et Haas. 
En 2012 Vittorio Di Pace  est honoré par ses collègues de la faculté d'architecture de Naples.
Parmi ses réalisations plus récentes on compte un projet pour la rénovation de Piazza del Plebiscito et un projet pour la première aire métropolitaine interethnique et câblée au monde. Celui-ci est présenté, dans un premier temps, en septembre 2009 lors d'un congrès dirigé par l'urbaniste Corrado Beguinot au siège de l'ONU à New York  et, successivement, au Capitole de Rome. 
Lors de l'anniversaire de ses 104 ans, l'École militaire Nunziatella expose le thème de la ville multiethnique. À Naples, selon la thèse de Di Pace, l'aire idéale pour mettre en œuvre ce projet serait située aux marges des Champs phlégréens.  
À 105 ans  il continue à exercer sa profession dans son cabinet de Naples en projetant  notamment des espaces intérieurs du siège de la Fondation Méditerranée, en participant à des conférences en Italie et à l'étranger et à des transmissions télévisées, sans négliger la peinture, le dessin et la poésie.  
Il meurt le matin du 21 mai 2013, quelques semaines avant de fêter ses 106 ans. 

## Œuvres
- Napoletani in Brasile, Fiorentino 1991
- Dall'Ottocento al 2000 una cavalcata attraverso tre secoli, Napoli 1994

## Source de traduction
- (it) Cet article est partiellement ou en totalité issu de l’article de Wikipédia en italien intitulé « Vittorio Di Pace » (voir la liste des auteurs).